# Prenomi nelle lingue germaniche

## Nomi maschili

### A
| Italiano              | Inglese          | Tedesco               | Basso-t.-Frisone | Olandese            | Da-No-Sv                  | Islandese          | Faroese        | Norreno          | Gotico       |
| --------------------- | ---------------- | --------------------- | ---------------- | ------------------- | ------------------------- | ------------------ | -------------- | ---------------- | ------------ |
| Abelardo              | Abelard          | Abelard               |                  | Abelard             |                           |                    |                |                  |              |
| Abele                 | Abel             | Abel                  |                  | Abel                | Abel                      | Abel               | Ábel           | Abel             |              |
| Abramo                | Abraham          | Abraham               |                  | Abraham             | Abraham                   | Abraham            | Ápram          |                  | Abraham      |
| Achille               | Achilles         | Achill                |                  | Achilles            | Achilles                  |                    |                |                  |              |
| Adalberto             | Adalbert         | Adalbert, Adalbrecht  | Ahlert           | Adelbert            | Adalbert                  | Aðalbert           |                | Aðalbert         | Aþalabairhts |
| Adamo                 | Adam             | Adam                  |                  | Adam                | Adam                      | Adam               | Ádam           | Ádám             | Adam         |
| Ademaro               |                  | Ademar                |                  | Hademar             |                           |                    |                |                  |              |
| Adeodato              | Deodatus         | Adeodatus             |                  | Adeodatus           | Adeodatus                 |                    |                |                  |              |
| Adolfo                | Adolf, Adolph    | Adolf                 |                  | Adolf               | Adolf                     | Adolf, Adólf       | Adolf          |                  | Aþa(la)wulfs |
| Adriano               | Adrian           | Adrian                |                  | Adriaan             | Adrian                    | Adrían             | Adrian         |                  |              |
| Aimone                |                  | Haymo, Aymon          |                  | Heimo(n)            | Aymon                     |                    |                |                  |              |
| Alarico               | Alaric           | Alarich               |                  | Alarik              | Alarik                    |                    |                |                  | Alareiks     |
| Albano                | Alban            | Alban                 |                  | Alban(us)           | Alban(us)                 |                    |                |                  |              |
| Alberico              | Alberic          | Alberich              |                  | Alberik             | Alberik                   |                    |                |                  |              |
| Alberto               | Albert           | Albrecht, Albert      | Albert           | Albert              | Albert                    | Albert             | Albert         |                  |              |
| Albino                | Albin            | Albin                 |                  | Albin(us)           | Albin                     |                    | Albin          |                  |              |
| Aldo                  | Aldo             | Aldo                  |                  | Alde                | Aldo                      |                    |                |                  |              |
| Alessandro, Sandro    | Alexander        | Alexander             |                  | Alexander           | Alexander                 | Alexander          | Aleksandur     |                  | Alaiksandrus |
| Alessio               | Alex             | Alexius               |                  | Alexius             | Alexis                    | Alexíus            | Aleks          |                  |              |
| Alfonso               | Alphonse         | Alfons, Ildefons      |                  | Alfons              | Alfons                    | Alfons             |                |                  |              |
| Alfredo               | Alfred           | Alfred                |                  | Alfred              | Alfred                    | Alfreð             | Alfred         | Álfráðr          |              |
| Aloisio, Alvise       | Aloysius         | Alois                 |                  | Aloys               | Alois                     |                    |                |                  |              |
| Ambrogio              | Ambrose          | Ambrosius             |                  | Ambrosius           | Ambrosius                 |                    |                |                  | Ambrauseis   |
| Amedeo                | Amadeus          | Amadeus               |                  | Amadeus             | Amadeus                   |                    | Amadeus        |                  | Amadaius     |
| Amerigo               | Emery            | Amalrich, Emmerich    |                  | Amelrik, Emmerik    | Emmerik                   |                    |                |                  |              |
| Amilcare              | Hamilcar         | Hamilkar              |                  | Hamilcar            | Hamilkar                  |                    |                |                  |              |
| Amos                  | Amos             | Amos                  |                  | Amos                | Amos                      | Amos               |                |                  |              |
| Anacleto              | Anacletus        | Anaklet               |                  | Anacletus           | Anacletus                 | Kletus             |                |                  |              |
| Anatolio              | Anatole          | Anatol                |                  | Anatolius           | Anatolius                 |                    |                |                  |              |
| Andrea                | Andrew           | Andreas               | Dre(w)es         | Andreas             | Andreas, Anders           | Andrés             | Andri(as)      | Andreas          | Andraias     |
| Angilberto Engilberto | Angilbert        | Engelbert             | Engelke          | Engelbert           | Engelbrektd,s, Ingebrigtn | Engilbert          | Ingibjartur    |                  |              |
| Anselmo               | Anselm           | Anselm                |                  | Anselmus            | Anselm                    |                    |                |                  |              |
| Antonio               | Anthony, Tony    | Anton                 | Tönnies, Tönjes  | Antoon, Antonius    | Anton                     | Anton(íus)         | Anton          |                  | Antoneis     |
| Arduino               | Arduin           | Hartwin, Arduin       |                  | Hardewijn           | Hartvin                   |                    |                |                  |              |
| Aristide              | Aristides        | Aristides             |                  | Aristides           |                           |                    |                |                  |              |
| Armando, Ermanno      | Herman           | Hermann, Armand       | Harm(en)         | Herman              | Herman                    | Hermann            | Hermann        |                  |              |
| Aroldo, Araldo        | Harold           | Harald                | Harjes           | Harald              | Harald                    | Haraldur           | Haraldur       | Haraldr          |              |
| Arnulfo, Arnaldo      | Arnold, Arnulf   | Arnold, Arnulf, Arndt |                  | Arnoldus, Arnout    | Arnulf, Ørnulfn           | Arnúlfur, Örnólfur | Ørnolvur       | Arnulfr, Örnulfr |              |
| Aronne                | Aaron            | Aaron                 | Aaron            | Aäron               | Aron                      | Aron               | Aron           |                  | Aharon       |
| Arturo                | Arthur           | Arthur                |                  | Arthur              | Artur                     | Artúr              | Artur          |                  |              |
| Assalonne             | Absalom          | Absalom, Axel         |                  | Absalom, Axel       | Axel, Akseld,n            | Axel               | Absalon, Aksel |                  |              |
| Atanasio              | Athanasius       | Athanasius            |                  | Athanasius          | Athanasius                |                    |                |                  |              |
| Augusto, Agostino     | Augustus, Austin | August(in)            |                  | Augustus, Guus      | August                    | Ágúst              | August         |                  | A(w)gust     |
| Aureli(an)o           | Aurelius         | Aurelius              |                  | Aureliaan, Aurelius | Aurel(ius)                | Árelíus            |                |                  |              |

### B
| Italiano    | Inglese     | Tedesco               | Basso-t.-Frisone | Olandese           | Da-No-Sv                            | Islandese | Faroese  | Norreno      | Gotico         |
| ----------- | ----------- | --------------------- | ---------------- | ------------------ | ----------------------------------- | --------- | -------- | ------------ | -------------- |
| Baldassarre | Balthazar   | Balthazar             |                  | Balthazar          | Baltsar, Baltzar                    | Baltasar  | Baltasar |              | Baltasar       |
| Baldovino   | Baldwin     | Balduin               | Bouwyn           | Boudewijn          | Baldvin                             | Baldvin   | Baldvin  |              |                |
| Barnaba     | Barnabas    | Barnabas              |                  | Barnabas           | Barnabas                            |           |          |              | Barnabas       |
| Bartolomeo  | Bartholomew | Bartholomäus          | Mew(e)s          | Bartolomeüs        | Bartolomeus                         |           |          |              | Barþaulaumaius |
| Basilio     | Basil       | Basilius              |                  | Basilius           | Basilius                            |           |          |              | Basileius      |
| Benedetto   | Benedict    | Benedikt, Bendt       | Ben(e)dix        | Benedictus         | Benedictus, Bendtd, Bengts, Bentd,n | Benedikt  | Benadikt | Benedikt     | Bainaidiktus   |
| Beniamino   | Benjamin    | Benjamin              |                  | Benjamin           | Benjamin                            | Benjamín  | Benjamin |              | Bainiamein     |
| Berengario  | Berengar    | Berengar              |                  | Berengarius        | Berengar                            |           |          |              |                |
| Bernardo    | Bernard     | Bernhard, Bernd       | Berend, Behrent  | Bernhard, Berend   | Bernhard, Bernt                     | Bernharð  | Bernhard | Bjarnharðr   | Bairnuhardus   |
| Bertoldo    |             | Berthold              | Tölke            | Berthold           | Berthold                            | Bertel    | Bartal   |              |                |
| Bertrando   | Bertram     | Bertrand              |                  | Bertrand           | Bertram                             |           |          |              |                |
| Biagio      | Blaise      | Blasius               |                  | Blasius            | Blasius                             |           | Blásius  | Blasíus      | Blaseis        |
| Bonifacio   | Boniface    | Bonifatius, Bonifaz   |                  | Bonifatius         | Bonifatius                          |           |          |              |                |
| Boris       | Boris       | Boris                 |                  | Boris              | Boris                               |           |          |              |                |
| Broccardo   | Burchard    | Burkhard(t), Burkhart |                  | Burchard, Borchert | Burkhard                            |           |          |              |                |
| Bruno       | Bruno       | Bruno                 |                  | Bruno              | Bruno                               | Bruno     |          | Brúnn, Brúni |                |

### C
| Italiano             | Inglese          | Tedesco            | Basso-t.-Frisone     | Olandese                          | Da-No-Sv                              | Islandese    | Faroese    | Norreno                    | Gotico         |
| -------------------- | ---------------- | ------------------ | -------------------- | --------------------------------- | ------------------------------------- | ------------ | ---------- | -------------------------- | -------------- |
| Caio                 | Gaius, Kay       | Cajus, Kai         |                      | Gaius, Kai, Kaj, Kay              | Gaius, Kai, Kaj                       | Kaj          | Kai        |                            | Gaius          |
| Callisto             | Calixtus         | Kalixt             |                      | Calixtus                          | Calixtus                              |              |            |                            |                |
| Camillo              | Camillus         | Kamill             |                      | Camiel, Kamiel                    | Kamil                                 |              |            |                            |                |
| Canuto               | Canute           | Knut               |                      | Knut, Knud                        | Knut, Knud                            | Knútur       | Knútur     | Knútr                      |                |
| Carlo                | Charles, Carl    | Karl               |                      | Karel, Carl, Karl                 | Karl                                  | Karl         | Karl       | Karl                       | Kar(au)lus     |
| Casimiro             | Casimir          | Kasimir            |                      | Casimir, Kazimier                 | Kasimir                               |              |            |                            |                |
| Cassi(an)o           | Cassius, Cassian | Kassian            |                      | Cassi(an)us                       |                                       |              |            |                            |                |
| Celestino            | Celestine        | Cölestin           |                      | Celestinus                        | Celestinus                            |              |            |                            |                |
| Cesare               | Caesar           | Cäsar              |                      | Cesar, Caesar                     | Cæsar, Cesar                          | Sesar        |            |                            |                |
| Cirillo              | Cyril            | Kyrill             |                      | Cyriel, Cyrillus                  | Cyrillus                              |              |            |                            |                |
| Ciro                 | Cyrus            | Cyrus              |                      | Cyrus                             | Cyrus                                 | Sýrus        |            |                            |                |
| Claudio              | Claude           | Claudius           |                      | Claudius                          | Claudius                              |              |            |                            |                |
| Clemente             | Clement          | Klemens            |                      | Clemens                           | Klemens                               | Klemens      | Klæmint    | Klemetr, Klemens, Klement  | Klemaintus     |
| Clodoveo             | Clovis           | Chlodwig           |                      | Clovis                            | Klodvig                               |              |            |                            |                |
| Cornelio             | Cornelius        | Cornelius          |                      | Cornelis, Cor, Kees, Cees, Nelis  | Kornelius                             | Kornelíus    | Kornelius  |                            |                |
| Corrado              | Conrad           | Konrad, Kurt       | Co(o)rd, Ko(o)rd     | Koenraad, Koen, Coen(raad)        | Konrad                                | Konráð       | Konrad     | Konráðr                    |                |
| Cosimo, Cosma        | Cosmas           | Cosmas             |                      | Cosmas                            | Cosmus                                |              |            |                            |                |
| Costante, Costantino | Constantine      | Konstantin         |                      | Constantijn, Stans, Stijn, Tijn   | Konstantin                            | Konstantínus |            |                            | Kustant(ein)us |
| Crescenzo            | Crescens         | Crescens           |                      | Crescentius                       | Crescens                              |              |            |                            |                |
| Crispino             | Crispin          | Krispin, Crispinus |                      | Crispijn                          | Krispin                               |              |            |                            |                |
| Cristiano            | Christian        | Christian          | Karst(en), Korst(en) | Christiaan, Chris                 | Kristian, C(h)ristian                 | Kristján     | Kristjan   | Kristiansand/Kristiansandr | Xristianus     |
| Cristoforo           | Christopher      | Christoph          |                      | Christoffel, Stoffel, Christoffer | Kristofers, Christofferd, Kristoffern | Kristófer    | Kristoffur | Kristófórus                | Xristaufaurus  |
| Cuniberto            | Cunibert         | Kunibert, Kuno     |                      | Kunibert                          | Kunibert                              |              |            |                            |                |

### D
| Italiano    | Inglese            | Tedesco     | Basso-t.-Frisone | Olandese             | Da-No-Sv                 | Islandese | Faroese | Norreno      | Gotico      |
| ----------- | ------------------ | ----------- | ---------------- | -------------------- | ------------------------ | --------- | ------- | ------------ | ----------- |
| Dagoberto   | Dagobert           | Dagobert    |                  | Dagobert             | Dagobert                 |           |         |              | Dagabairhts |
| Damaso      | Damasus            | Damasus     |                  | Damasus              | Damasus                  |           |         |              |             |
| Damiano     | Damian             | Damian      |                  | Damiaan, Damianus    | Damian                   | Damjan    |         |              |             |
| Daniele     | Daniel             | Daniel      |                  | Daniël               | Daniel                   | Daníel    | Dánjal  |              | Daniel      |
| Davide      | David              | David       |                  | David                | David                    | Davíð     | Dávið   | Davíð, Dávíð | Daweid      |
| Demetrio    | Demetrius, Dimitri | Demetrius   |                  | Demetrius, Dimitri   | Demetrius                |           |         |              |             |
| Desiderio   | Desiderius         | Desiderius  |                  | Desideer, Desiderius | Desiderius               |           |         |              |             |
| Dionigi     | Dennis             | Dionysius   |                  | Dionysus, Dennis     | Dionysius, Dennis, Dines |           |         |              |             |
| Disma       | Dismas             | Dismas      |                  | Dismas               | Dismas                   |           |         |              |             |
| Domenico    | Dominic            | Dominik(us) |                  | Dominicus            | Dominikus                |           |         |              | Dauminikus  |
| Domizi(an)o | Domitian           | Domitian    |                  | Domitiaan            | Domitianus               |           |         |              |             |
| Donato      | Donatus            | Donat(us)   |                  | Donaat               | Donatus                  |           |         |              |             |

### E
| Italiano             | Inglese       | Tedesco                 | Basso-tedesco            | Olandese                   | Da-No-Sv        | Islandese | Faroese             | Norreno  | Gotico      |
| -------------------- | ------------- | ----------------------- | ------------------------ | -------------------------- | --------------- | --------- | ------------------- | -------- | ----------- |
| Eberardo             | Eberhard      | Eberhard                | Evert, Ebert, Ebbe       | Ever(h)ard, Evert          | Evert           | Evert     |                     |          |             |
| Edgardo              | Edgar         | Edgar                   |                          | Edgar                      | Edgar           | Edgar     |                     |          |             |
| Edmondo              | Edmund        | Edmund                  |                          | Edmond, Edmund             | Edmund          | Játmundur | Edmundur, Játmundur | Játmundr | Audamunds   |
| Edoardo, Eduardo     | Edward        | Eduard                  | Eide, Eido               | Eduard, Edward, Edu, Ward  | Edvard          | Eðvarð    | Edvard              | Játvarðr | Aud(a)wards |
| Edvino               | Edwin         | Edwin                   |                          | Edwin                      | Edvin           | Edvin     | Edvin               |          |             |
| Efrem                | Ephrem        | Ephraim                 |                          | Efraïm, Ephraïm            | Efrem, Efraim   | Efraím    |                     |          |             |
| Egidio               | Giles         | Ägidius                 |                          | Gilles, Gillis, Aegidius   | Egidius, Gillis | Gils      |                     |          |             |
| Eleuterio            | Eleutherius   | Eleutherius             |                          |                            | Eleuterius      |           |                     |          |             |
| Elia                 | Elias         | Elija                   |                          | Elia, Elias, Elja          | Elias           | Elías     | Elias               |          | Helias      |
| Eligio               | Eligius, Eloi | Eligius                 |                          | Eligius                    | Eligius         |           |                     |          |             |
| Emanuele             | Emmanuel      | Emanuel                 |                          | Emmanuel, Emmanuël, Manuel | Emanuel         | Emanúel   | Immanuel            |          |             |
| Emili(an)o           | Emil          | Emil(ian)               |                          | Emil(iaan), Emiel          | Emil            | Emil      | Emil                |          |             |
| Enrico, Enzo, Arrigo | Henry, Harry  | Heinrich, Heinz, Henrik | Hinnerk, Hinrich, Henric | Hen(dri)k, Henricus, Hein  | Henrik, Henne   | Hinrik    | He(i)ndrikur        | Heinrikr | Haimareiks  |
| Erasmo               | Erasmus       | Erasmus                 | Asmus                    | Erasmus                    | Erasmus, Rasmus | Rasmus    | Rasmus              |          |             |
| Er(i)berto           | Herbert       | Her(i)bert              |                          | Herbert, Harbert, Harpert  | Herbert         | Herbert   | Herbert             |          |             |
| Erico                | Eric          | Erich                   |                          | Erik, Eric                 | Erik, Eirikn    | Eiríkur   | Eirikur             | Eiríkr   |             |
| Ermenegildo          | Hermenegild   | Hermenegild             |                          |                            |                 |           |                     |          |             |
| Ernesto              | Ernest        | Ernst                   |                          | Ernst                      | Ernst           | Ernst     | Ernst               |          |             |
| Ettore               | Hector        | Hektor                  |                          | Hector, Hektor             | Hektor          |           |                     |          |             |
| Eugenio              | Eugene        | Eugen                   |                          | Eugeen, Eugenius, Eus      | Eugen           |           |                     |          |             |
| Eusebio              | Eusebius      | Eusebius                |                          | Eusebius                   | Eusebius        |           |                     |          |             |
| Eustachio            | Eustace       | Eustachius              |                          | Eustachius, Stach          | Eustachius      |           |                     |          |             |
| Evaristo             | Evaristus     | Evaristus               |                          | Evaristus                  | Evaristus       |           |                     |          |             |
| Ezechiele            | Ezekiel, Zeke | Ezechiel                |                          | Ezechiël                   | Ezekiel         |           |                     |          |             |

### F
| Italiano       | Inglese        | Tedesco          | Basso-t.-Frisone        | Olandese            | Da-No-Sv              | Islandese     | Faroese   | Norreno             | Gotico     |
| -------------- | -------------- | ---------------- | ----------------------- | ------------------- | --------------------- | ------------- | --------- | ------------------- | ---------- |
| Fabi(an)o      | Fabian         | Fabian, Fabius   |                         | Fabiaan, Fabianus   | Fabian                |               | Fabian    |                     |            |
| Federico       | Frederick      | Friedrich, Fritz | Freerk, Freark, Frerich | Frederik, Freek     | Fredrikn,s, Frederikd | Friðrik       | Fríðrikur | Friðikr, Friðrekr   | Friþureiks |
| Felice         | Felix          | Felix            |                         | Felix               | Felix                 | Felix         |           |                     |            |
| Fer(di)nando   | Ferdinand      | Ferdinand        |                         | Ferdinand           | Ferdinand             | Ferdinand     |           |                     |            |
| Filiberto      | Philibert      | Philibert        |                         | Filibert            | Filibert              |               |           |                     |            |
| Filippo        | Philip         | Philipp          |                         | Filip               | Filip                 | Filip         | Filip     | Filippus, Philippus | Filippus   |
| Fiorenzo       | Florent        | Florenz, Florens |                         | Floris              | Florentius            | Flórent       |           |                     |            |
| Firmino, Fermo | Fermin, Firmin | Firmin(us)       |                         | Firminus            |                       |               |           |                     |            |
| Floriano       | Florian        | Florian          |                         | Floriaan, Florianus | Florian               |               |           |                     |            |
| Folco, Fulceri | Fulk, Fulcher  | Volker           |                         | Folke               | Folke                 | Fólki, Fylkir |           |                     |            |
| Francesco      | Francis        | Franz(iskus)     | Fransiskus              | Franciscus, Frans   | Frans(iskus)          | Frans         | Frans     |                     | Fragkiskus |

### G
| Italiano          | Inglese                         | Tedesco                | Basso-t.-Frisone | Olandese             | Da-No-Sv                                   | Islandese     | Faroese            | Norreno            | Gotico     |
| ----------------- | ------------------------------- | ---------------------- | ---------------- | -------------------- | ------------------------------------------ | ------------- | ------------------ | ------------------ | ---------- |
| Gabriele          | Gabriel                         | Gabriel                |                  | Gabriël              | Gabriel                                    | Gabríel       | Gabrial            |                    | Gabriel    |
| Gaetano           | Cajetan                         | Kajetan                |                  | Cajetanus            | Cajetanus                                  |               |                    |                    |            |
| Gaspare           | Jasper, Casper                  | Kaspar                 | Caspar           | Jasper               | Kasper, Casper                             | Kasper        | Kaspar             |                    |            |
| Gastone           | Gaston                          | Gaston                 |                  | Gaston               | Gaston                                     |               |                    |                    |            |
| Gaudenzio         |                                 | Gaudenz                |                  | Gaudentius           |                                            |               |                    |                    |            |
| Gavino, Gabino    | Gavin                           | Gavin                  |                  | Gawein               | Gabinus                                    |               |                    |                    |            |
| Gedeone           | Gideon                          | Gideon                 |                  | Gideon               | Gideon                                     |               |                    |                    |            |
| Gennaro           | Januarius                       | Januarius              |                  | Januarius            | Januarius                                  |               |                    |                    |            |
| Genserico         | Geiseric, Genseric              | Geiserich, Genserich   |                  | Geiserik, Genserik   | Geiserik, Genserik                         |               |                    |                    | Gaizareiks |
| Gerardo           | Jerry, Gerald                   | Gerhard, Gerd          | Ge(h)rke, Geart  | Gerard, Gerrit       | Gerhard                                    | Geirharður    |                    |                    |            |
| Geremia           | Jeremiah, Jeremy                | Jeremia                |                  | Jeremia              | Jeremias                                   | Jeremías      |                    |                    | Iairaimias |
| Germano           | Germanus, Germain               | German                 |                  | German               | Germanus                                   |               |                    |                    |            |
| Germondo          |                                 | Germund                |                  |                      | Germund, Geirmundn                         | Geirmundur    | Geirmundur         | Geirmundr          |            |
| Gervas(i)o        | Gervase                         | Gervasius              |                  | Gervaas              | Gervasius                                  |               |                    |                    |            |
| Giacinto          | Hyacinth                        | Hyazinth               |                  | Hyacinthus           | Hyacinthus                                 |               |                    |                    |            |
| Giacomo, Giacobbe | James, Jacob, Jake, Jack, Jacky | Jakob                  |                  | Jakob, Jacobus, Jaap | Jakob                                      | Jakob         | Jákup              | Jakob              | Iakobus    |
| Gilberto          | Gilbert                         | Gilbert                |                  | Gilbert              | Gilbert                                    | Gilbert       | Gilbert            |                    |            |
| Gioacchino        | Joachin                         | Jochen, Achim, Joachim |                  | Joachim, Jochem      | Joakim, Joachim                            | Jóakim        |                    |                    |            |
| Gioele            | Joel                            | Joel                   |                  | Joël                 | Joel                                       | Jóel          | Jóel               |                    |            |
| Gionata(n)        | Jonathan                        | Jonathan               |                  | Jonat(h)an           | Jonatan                                    | Jónatan       | Jónatan            |                    |            |
| Giordano          | Jordan                          | Jordan                 |                  | Jordanus             | Jordan                                     |               |                    | Iaurdaneis         |            |
| Giorgio           | George                          | Georg, Jörg, Jürgen    | Gorch, Jörn      | Joris, Jurriaan      | Georg, Gørann, Görans, Jørgend, n, Jörgens | Georg, Jörgen | Georg, Jørgun      |                    | Gaiaurgius |
| Giosuè            | Joshua                          | Josua                  |                  | Jozua                | Josua                                      | Jósúa         | Josva              |                    |            |
| Giovanni          | John, Jack                      | Johann(es), Hans       | Jan, Jehannes    | Johannes, Jan        | Johannes, Jens                             | Jóhannes      | Jóhannis, Jóhannes | Jóhann(es)         | Iohannes   |
| Girolamo          | Jerome                          | Hieronymus             |                  | Hiëronymus, Jeroen   | Hieronymus                                 |               |                    |                    |            |
| Giuli(an)o        | Julius, Julian                  | Julius, Julian         |                  | Julius, Juliaan      | Julius, Julian                             | Júlíus        | Július, Júlian     |                    | Julianus   |
| Giuseppe          | Joseph, Joe(y)                  | Joseph, Josef, Sepp    |                  | Jozef, Jos           | Josef                                      | Jósef         | Jósef              | Jósep              | Iosef      |
| Giust(in)o        | Justin                          | Justin, Justus         |                  | Justijn, Just(in)us  | Justus                                     |               | Júst(inis)         |                    | Justeinus  |
| Goffredo          | Jeffrey, Geoffrey               | Gottfried, Götz        | Gootje           | Godfried, Govert     | Gottfrid                                   | Guðfreður     |                    | Guðfrøðr, Guðfriðr | Gudafriþus |
| Gonario, Gunnaro  | Gunter                          | Günt(h)er, Gunt(h)er   |                  | Gunt(h)er            | Gunnar                                     | Gunnar        | Gunnar             | Gunnarr            |            |
| Gontrano          | Guntram                         | Guntram                |                  | Guntram              | Guntram                                    |               |                    |                    |            |
| Graziano          | Gratian                         | Gratian                |                  | Gratianus, Gratiaan  |                                            |               |                    |                    |            |
| Gregorio          | Gregory                         | Gregor                 |                  | Gregorius            | Greger                                     | Gregor        | Grækaris           | Grégóríús          | Gregaureis |
| Gualtiero, Walter | Walter                          | Walt(h)er              | Wöltje           | Wouter               | Valter                                     | Valter        |                    |                    |            |
| Guarniero         | Warner                          | Werner                 | Warner           | Werner               | Verner                                     |               | Vernar             |                    |            |
| Guglielmo         | William, Bill                   | Wilhelm                | Wil(le)m, Wilken | Willem, Wim          | Vilhelm                                    | Vilhjálmur    | Vilhjálmur         | Vilhjalmr          | Wiljahilms |
| Guido             | Guy                             | Veit, Guido            |                  | Guido, Gwijde        | Vitus                                      |               | Vitus              |                    |            |
| Gustavo           | Gustav                          | Gustav                 |                  | Gustaaf              | Gustav, Gustafs, Göstas                    | Gústaf        | Gustav             |                    |            |

### I
| Italiano   | Inglese    | Tedesco      | Basso-t.-Frisone | Olandese           | Da-No-Sv     | Islandese      | Faroese      | Norreno     | Gotico  |
| ---------- | ---------- | ------------ | ---------------- | ------------------ | ------------ | -------------- | ------------ | ----------- | ------- |
| Ignazio    | Ignatius   | Ignaz        |                  | Ignaat, Igna(tiu)s | Ignatius     |                |              |             |         |
| Igor       | Igor       | Ingwar, Igor | Ingwer(t)        | Igor, Ingwer       | Ingvar, Igor | Ingvar, Yngvar | Ingvar       | Yngvarr     |         |
| Ilario     | Hilary     | Hilarius     |                  | Hilarius           | Hilarius     |                |              |             |         |
| Ildebrando |            | Hildebrand   |                  | Hildebrand         | Hildebrand   | Hildibrandur   | Hildibrandur | Hildibrandr |         |
| Innocenzo  | Innocent   | Innozenz     |                  | Innocen(tiu)s      | Innocentius  |                |              |             |         |
| Ippolito   | Hippolytus | Hippolyt     |                  | Hippolytus         | Hippolytus   |                |              |             |         |
| Ireneo     | Irenaeus   | Irenäus      |                  | Ireneüs, Irenaeus  | Irenaeus     |                |              | Irene       |         |
| Isacco     | Isaac      | Isaak        |                  | Izaäk, Isaäk       | Isak         | Ísak           | Ísakur       |             | Isak    |
| Isaia      | Isaiah     | Jesaja       | Esaias           | Jesaja             | Esaias       |                |              |             | Esaeias |
| Isidoro    | Isidore    | Isidor       |                  | Isidoor, Dorus     | Isidor       | Ísidór         |              |             |         |
| Ivo        | Ives       | Ivo          |                  | Ivo, IJf, Ive      | Ivo          |                |              |             |         |

### L
| Italiano        | Inglese                   | Tedesco               | Basso-t.-Frisone | Olandese                | Da-No-Sv                       | Islandese           | Faroese          | Norreno | Gotico       |
| --------------- | ------------------------- | --------------------- | ---------------- | ----------------------- | ------------------------------ | ------------------- | ---------------- | ------- | ------------ |
| Ladislao        | Vladislaus                | Vladislav, Ladislaus  |                  | Ladislaus               | Vladislav                      |                     |                  |         |              |
| Lamberto        | Lambert                   | Lambert, Lampert      | Lammert          | Lambert, Lammert        | Lambert                        | Lambert             |                  |         |              |
| Landolfo        | Landulf                   | Landulf, Landolf      |                  | Landolf                 |                                |                     |                  |         |              |
| Lazzaro         | Lazarus                   | Lazarus               |                  | Lazarus                 | Lazarus                        |                     |                  |         | Lazarus      |
| Leandro         | Leander                   | Leander               |                  | Leander                 | Leander                        |                     |                  |         |              |
| Leonardo        | Leonard, Lenny            | Leonhard              |                  | Leonard, Leen(dert)     | Lennart, Lenne, Lelle, Leonard | Leonhard            |                  |         |              |
| Leone           | Leo, Lionel               | Leo                   |                  | Leo                     | Leo                            | Leó                 | Leo              | Leó     |              |
| Leonida         | Leonidas                  | Leonidas              |                  | Leonidas                | Leonidas                       |                     |                  |         |              |
| Leopoldo        | Leopold                   | Leopold               |                  | Leopold                 | Leopold                        | Leópold             |                  |         |              |
| Lorenzo         | Lawrence, Larry, Laurence | Lorenz, Lars, Laurenz |                  | Lauren(tiu)s, Lo(u)rens | Lars, Lasse, Lorens            | Lárus, Lars, Lórens | La(a)rs, Lavrans |         | Lawraintseis |
| Lotario         | Luther, Lothair           | Chlothar, Lothar      |                  | Lothar(ius)             | Lothar                         |                     | Løðar            |         |              |
| Luca            | Luke, Lucas               | Lukas                 |                  | Lucas, Lukas, Luuk      | Lukas                          | Lúkas               | Lukas            |         | Lukas        |
| Luci(an)o       | Lucius, Lucian            | Lucius, Lucian        |                  | Lucius, Luciaan         | Lucius, Lucian                 |                     |                  |         | Lukius       |
| Luigi, Ludovico | Lewis, Louis              | Ludwig, Lutz          | Loadewyk         | Lodewijk, Loek          | Ludvig                         | Lúðvík, Lúðvíg      | Ludvík           |         |              |

### M
| Italiano         | Inglese         | Tedesco         | Basso-t.-Frisone  | Olandese          | Da-No-Sv                   | Islandese  | Faroese        | Norreno         | Gotico     |
| ---------------- | --------------- | --------------- | ----------------- | ----------------- | -------------------------- | ---------- | -------------- | --------------- | ---------- |
| Macario          | Macarius        | Makarius        |                   | Macharius         | Macarius                   |            |                |                 |            |
| Magno            | Magnus          | Magnus          |                   | Magnus            | Magnus, Manss, Månss       | Magnús     | Magnus         | Magnús          |            |
| Meinardo         | Maynard         | Meinhard        | Meinert, Meenhard | Meinhard          | Meinhard, Meinert          |            | Meinar         |                 |            |
| Manfredo         | Manfred         | Manfred         |                   | Manfred           | Manfred                    | Manfreð    |                |                 |            |
| Marcello         | Marcellus       | Marcellus       |                   | Marcellus         | Marcellus                  | Marsellíus |                |                 | Markaíllus |
| Marco            | Mark            | Markus          |                   | Mark              | Markus, Marcus             | Markús     | Markus         | Markús          | Markus     |
| Marino           | Marinus         | Marinus         |                   | Marijn, Marinus   | Marinus                    | Marínus    |                |                 |            |
| Mario            | Marius          | Marius          |                   | Marius            | Marius                     | Maríus     | Marjus         |                 |            |
| Martino          | Martin          | Martin          | Marten            | Martijn, Martinus | Martin, Mortend,n, Mårtens | Martin     | Martin, Mortan | Marteinn        |            |
| Massimo          | Max(imilian)    | Max(imilian)    |                   | Maximiliaan       | Max(imilian)               | Max        | Maks           |                 |            |
| Matteo, Mattia   | Matthew         | Matthias        | Tew(e)s           | Mathias, Matthijs | Mattias, Mat(hia)s, Mats   | Matthías   | Mattias, Mats  | Matheus         | Matþaius   |
| Maurizio         | Maurice, Morris | Moritz          | Moritz            | Maurits           | Maurits                    | Mórits     | Mórits         |                 |            |
| Medardo          | Medard          | Medard          |                   | Medardus          | Medardus                   |            |                |                 |            |
| Melchiorre       | Melchior        | Melchior        | Melchert          | Melchior          | Melchior                   |            | Melkjor        |                 |            |
| Metodio          | Methodius       | Method          |                   | Methodius         | Metodius                   |            |                |                 |            |
| Michele          | Michael, Mike   | Michael         | Michel            | Michaël           | Mikael, Michael            | Mikael     | Mikal          | Mikael, Mikjáll | Meikael    |
| Miroslavo, Mirco | Miroslav        | Miroslav, Mirko |                   |                   |                            |            |                |                 |            |

### N
| Italiano   | Inglese        | Tedesco         | Basso-t.-Frisone       | Olandese        | Da-No-Sv                    | Islandese | Faroese        | Norreno          | Gotico      |
| ---------- | -------------- | --------------- | ---------------------- | --------------- | --------------------------- | --------- | -------------- | ---------------- | ----------- |
| Narciso    | Narcissus      | Narziß          |                        | Narcissus       | Narcissus                   |           |                |                  |             |
| Natale     | Noel           | Natalis         |                        |                 |                             | Nóel      |                |                  |             |
| Nepomuceno |                | Nepomuk         |                        | Nepomuk         | Nepomuk                     |           |                |                  |             |
| Nicodemo   | Nicodemus      | Nikodemus       |                        | Nikodemus       | Nikodemus                   |           | Nikodemus      |                  | Neikaudemus |
| Nicola     | Nicholas, Nick | Nikolaus, Klaus | Nickel, Klaas, Nickels | Nicolaas, Klaas | Nils, Nikolausn,s, Nikolajd | Nikulás   | Niklas, Niklái | Nikolás, Nikulás | Neikaulaus  |
| Norberto   | Norbert        | Norbert         |                        | Norbert         | Norbert                     | Norbert   |                |                  |             |

### O
| Italiano           | Inglese   | Tedesco        | Basso-t.-Frisone | Olandese  | Da-No-Sv            | Islandese          | Faroese        | Norreno   | Gotico |
| ------------------ | --------- | -------------- | ---------------- | --------- | ------------------- | ------------------ | -------------- | --------- | ------ |
| Oddo(ne), Otto(ne) | Otto      | Otto, Odo, Udo |                  | Ode, Udo  | Otto                | Ottó               | Otto           | Ottó      |        |
| Oggero             |           | Holger         |                  | Holger    | Holger              | Hólmgeir           |                | Hólmgeirr |        |
| Olao               | Olaf      | Olaf           |                  | Olaf      | Olofs, Olafd, Olavd | Ólafur             | Ólavur         | Óláfr     |        |
| Oliviero           | Oliver    | Oliver         |                  | Oliv(i)er | Oliver              | Ólíver             | Olivur, Ólivar |           |        |
| Omero              | Homer     | Homer          |                  | Homerus   |                     |                    |                |           |        |
| Onorato            | Honoratus | Honoratus      |                  | Honoratus |                     |                    |                |           |        |
| Orazio             | Horace    | Horaz          |                  | Horatius  | Horatius            |                    |                |           |        |
| Oreste             | Orestes   | Orestes        |                  | Orestes   | Orestes             |                    |                |           |        |
| Orlando, Rolando   | Roland    | Roland         |                  | Roland    | Roland              | Róland             | Róland, Rólant |           |        |
| Oscar              | Oscar     | Oskar, Ansgar  |                  | Oscar     | Oskar, Ansgar       | Óskar              | Oskar          | Ásgeirr   |        |
| Osvaldo            | Oswald    | Oswald         |                  | Oswald    | Osvald              | Ásvaldur, Ósvaldur | Ásvaldur       | Ásvaldr   |        |
| Ottavio            | Octavius  | Octavius       |                  | Octaaf    | Oktavius            | Oktavíus           |                |           |        |
| Ottocaro           |           | Ottokar        |                  | Ottokar   | Ottokar             |                    |                |           |        |
| Ovidio             | Ovid      | Ovid           |                  | Ovidius   | Ovidius             |                    |                |           |        |

### P
| Italiano      | Inglese   | Tedesco           | Basso-t.-Frisone | Olandese     | Da-No-Sv               | Islandese | Faroese  | Norreno | Gotico  |
| ------------- | --------- | ----------------- | ---------------- | ------------ | ---------------------- | --------- | -------- | ------- | ------- |
| Pancrazio     | Pancras   | Pankraz           |                  | Pancra(tiu)s | Pancratius             |           |          |         |         |
| Pantaleone    | Pantaleon | Pantaleon         |                  | Pantaleon    |                        |           |          |         |         |
| Paolo         | Paul      | Paul              |                  | Paul         | Paul(us)s, Pould, Påln | Páll      | Pól      | Páll    | Pawlus  |
| Pasquale      | Pascal    | Pascal, Paschalis |                  | Paschalis    | Pascalis, Påske        |           |          |         |         |
| Patrizio      | Patrick   | Patrick           |                  | Patrick      | Patrik                 | Patrik    | Pátrikur | Patrekr |         |
| Pellegrino    | Peregrine | Peregrin(us)      |                  | Pelgrim      | Peregrinus             |           |          |         |         |
| Pietro, Piero | Peter     | Peter             | Piter            | Piet(er)     | Peter, Pe(tte)rs       | Pétur     | Petur    | Pétr    | Paitrus |
| Pio           | Pius      | Pius              |                  | Pius         | Pius                   |           |          |         |         |
| Placido       | Placidus  | Placidus          |                  | Placidus     | Placidus               |           |          |         |         |
| Plinio        | Pliny     | Plinius           |                  | Plinius      | Plinius                |           |          |         |         |
| Policarpo     | Polycarp  | Polykarp          |                  | Polycarpus   | Polykarpus             |           |          |         |         |
| Procopio      | Procopius | Prokop            |                  | Procopius    | Procopius              |           |          |         |         |
| Prospero      | Prosper   | Prosper           |                  | Prosper      | Prosper(us)            |           |          |         |         |

### Q
| Italiano | Inglese          | Tedesco | Basso-t.-Frisone | Olandese | Da-No-Sv | Islandese |
| -------- | ---------------- | ------- | ---------------- | -------- | -------- | --------- |
| Quinto   | Quintus, Quentin | Quintus |                  | Quintus  | Quintus  |           |
| Quirino  | Quirinus         | Quirin  |                  | Quirinus | Quirinus |           |

### R
| Italiano           | Inglese           | Tedesco          | Basso-t.-Frisone | Olandese         | Da-No-Sv          | Islandese       | Faroese   | Norreno             | Gotico       |
| ------------------ | ----------------- | ---------------- | ---------------- | ---------------- | ----------------- | --------------- | --------- | ------------------- | ------------ |
| Raffaele           | Raphael           | Raphael          |                  | Rafaël, Raphaël  | Rafael            | Rafael          |           |                     |              |
| Raimondo           | Raymond           | Raimund          | Reemt            | Raymond          | Reimund           |                 |           | Reginmundr          |              |
| Rainardo           | Raynard, Reynard  | Reinhard         | Re(i)nke         | Reinhard         | Reinhard, Reinert | Reinhart        | Reinar    |                     |              |
| Randolfo           | Randolph          | Randolf          |                  | Randolf          | Raoul             |                 |           |                     |              |
| Raniero, Ranieri   | Rainer            | Rainer           |                  | Reinier          | Reiner, Ragnar    | Ragnar          | Ragnar    | Ragnarr             |              |
| Reginaldo, Rinaldo | Reynold, Reginald | Reinhold         |                  | Reinout          | Reinhold          | Reynald         | Reinaldur | Reinaldr            |              |
| Remigio            | Remy              | Remigius         |                  | Remigius         | Remigius          |                 |           |                     |              |
| Renato             | Renatus, René     | Renatus, René    |                  | Renatus, René    | Renatus           |                 |           |                     |              |
| Riccardo           | Richard           | Richard          |                  | Richard          | Rikard, Richard   | Ríkharður       | Rikard    | Rík(h)arðr          | Reikahardus  |
| Roberto            | Robert, Rupert    | Robert, Ruprecht | Röpke            | Robrecht, Robert | Robert            | Róbert          | Robert    | Róbert              | Hroþabairhts |
| Rocco              | Roch              | Rochus           |                  | Rochus           | Rochus            |                 | Rókur     | Hrókr, Rókr         |              |
| Rodolfo            | Rudolph           | R(ud)olf         |                  | Rudolf, Ruud     | R(ud)olf          | Rúdólf          | Róðolvur  | Hróðólfr, Hróðulfr  |              |
| Rodrigo, Roderico  | Roderic           | Roderich         |                  | Roderik          | Roderik, Rurik    | Rúrik           |           |                     |              |
| Romano             | Roman             | Roman(us)        |                  | Romaan, Romanus  | Roman             | Róman           |           |                     |              |
| Ruben              | Ruben             | Ruben            |                  | Ruben            | Ruben             |                 |           |                     |              |
| Ruggero            | Roger             | Rutger, Rüdiger  |                  | Rogier           | Roger, Roar       | Hróðgeir, Hróar | Róar      | Róðgeirr, Hróðgeirr |              |

### S
| Italiano     | Inglese         | Tedesco           | Basso-t.-Frisone | Olandese                  | Da-No-Sv                  | Islandese | Faroese   | Norreno             | Gotico          |
| ------------ | --------------- | ----------------- | ---------------- | ------------------------- | ------------------------- | --------- | --------- | ------------------- | --------------- |
| Salomone     | Salomon         | Salomon           |                  | Salomon                   | Salomon                   | Salómon   | Sálomon   | Salómon             | Saulaumon       |
| Samuele      | Samuel          | Samuel            |                  | Samuel                    | Samuel                    | Samúel    | Sámuel    |                     |                 |
| Sansone      | Samson          | Samson            |                  | Simson                    | Samson                    | Samson    | Samson    |                     |                 |
| Saverio      | Xavier          | Xaver             |                  | Xaverius                  | Xavier                    |           |           |                     |                 |
| Sebastiano   | Sebastian       | Sebastian         |                  | Sebastiaan, Bas           | Sebastian                 | Sebastían | Sebastian |                     |                 |
| Serafino     | Seraphin        | Seraphinus        |                  | Serafinus                 | Serafin                   |           |           |                     |                 |
| Sergio       | Serge           | Sergius           |                  | Sergius                   | Sergius                   |           |           |                     |                 |
| Sesto, Sisto | Sixtus          | Sextus, Sixtus    |                  | Sixtus                    | Sixtus                    |           |           |                     |                 |
| Settim(i)o   | Septimus        |                   |                  | Septim(i)us               | Septimius                 |           |           |                     |                 |
| Severino     | Severin         | Severus, Severin  |                  | Sever(in)us               | Severin, Sørend,n, Sörens | Sören     | Servin    |                     |                 |
| Sigfrido     | Sigfrid         | Siegfried, Sigurd | Siefert          | Siegfried, Sifrid, Sivert | Sigfrid, Sigurd           | Sigurður  | Sigfríður | Sigurðr             | Sigifriþus      |
| Sigismondo   | Sigismund       | Si(e)gmund        |                  | Sigmund                   | Sigmund                   | Sigmundur | Sigmundur | Sigmundr            | Sigismunds      |
| Silvano      | Sylvan, Silas   | Silvan            |                  | Silvaan, Silvanus         | Silvanus                  |           | Silas     |                     | Silbanus        |
| Silvestro    | Silvester       | Silvester         |                  | Silvester, Sylvester      | Sylvester                 |           |           | Silvester           |                 |
| Silvio       | Sylvius         | Silvius           |                  |                           |                           |           |           |                     |                 |
| Simone       | Simon           | Simon             |                  | Simon                     | Simon                     | Símon     | Símun     | Simón, Símon, Símún | Seimon, Swmaion |
| Stanislao    | Stanislaus      | Stanislaus        |                  | Stanislaus                | Stanislaus                |           |           |                     |                 |
| Stefano      | Steven, Stephen | Stefan, Stephan   | Steffen          | Stefan, Steef             | Stefan                    | Stefán    | Stefan    | Stefán              | Staifanus       |
| Sveno        | Swain           | Sven              |                  | Sven                      | Svens, Svendd, Sveinn     | Sveinn    | Sveinur   | Sveinn              |                 |

### T
| Italiano  | Inglese          | Tedesco        | Basso-t.-Frisone  | Olandese             | Da-No-Sv          | Islandese      | Faroese  | Norreno          | Gotico      |
| --------- | ---------------- | -------------- | ----------------- | -------------------- | ----------------- | -------------- | -------- | ---------------- | ----------- |
| Taddeo    | Thaddeus         | Taddäus        |                   | Thaddeus             | Taddeüs           |                |          |                  | Þaddaius    |
| Tancredi  | Tancred          | Tankred        |                   | Dankrad, Tancred     | Tankred           |                |          |                  |             |
| Teobaldo  | Theobald         | Dietbald       |                   | Dietbald             | Theobald          |                |          |                  |             |
| Teodorico | Derek, Theodoric | Dietrich, Dirk | Diedrich, Di(e)rk | Diederik, Dirk       | Didrik, Theoderik | Diðrik, Þiðrik | Tíðrikur | Þjōðrekr, Þiðrek | Þiudareiks  |
| Teodoro   | Theodore         | Theodor        |                   | Theodoor             | Teodor            | Theodór        | Teodor   |                  |             |
| Teodosio  | Theodosius       | Theodosius     |                   | Theodoos, Theodosius | Theodosius        |                |          |                  |             |
| Teofilo   | Theophilus       | Theophilus     |                   | Theophilus           | Teofil            |                |          |                  |             |
| Terenzio  | Terence          | Terentius      |                   | Terentius            | Terentius         |                |          |                  |             |
| Tiberio   | Tiberius         | Tiberius       |                   | Tibeer, Tiberius     | Tiberius          |                |          |                  | Teibairius  |
| Timoteo   | Timothy          | Timotheus      |                   | Timotheus            | Timoteus          | Tímóteus       |          |                  | Teimauþaius |
| Tobia     | Tobias, Toby     | Tobias         |                   | Tobias               | Tobias            | Tobías         | Tobias   |                  | Tobeias     |
| Tommaso   | Thomas, Tom      | Thomas         |                   | Thomas               | Tomas             | Tómas          | Tummas   | Tómas            | Þomas       |
| Tristano  | Tristan          | Tristan        |                   | Tristan              | Tristan           | Tristan        | Tístram  |                  |             |

### U
| Italiano   | Inglese | Tedesco | Basso-t.-Frisone | Olandese         | Da-No-Sv | Islandese | Faroese | Norreno | Gotico     |
| ---------- | ------- | ------- | ---------------- | ---------------- | -------- | --------- | ------- | ------- | ---------- |
| Uberto     | Hubert  | Hubert  |                  | Hubert(us), Huub | Hubert   | Húbert    |         |         |            |
| Ugo        | Hugh    | Hugo    | Hauke            | Hugo             | Hugo     | Húgó      | Hugi    | Hugi    |            |
| Ul(de)rico | Ulric   | Ulrich  |                  | Oldrik, Ulrich   | Ulrik    | Úlrik     |         |         | Oþalareiks |
| Ulisse     | Ulysses | Ulisses |                  | Ulysses          | Ulysses  |           |         |         |            |
| Umberto    | Humbert | Humbert |                  | Humbert          | Humbert  |           |         |         |            |
| Urbano     | Urban   | Urban   |                  | Urbanus, Urbaan  | Urban    |           | Urbanus |         |            |

### V
| Italiano           | Inglese          | Tedesco            | Basso-t.-Frisone | Olandese            | Da-No-Sv           | Islandese  | Faroese  | Norreno   | Gotico       |
| ------------------ | ---------------- | ------------------ | ---------------- | ------------------- | ------------------ | ---------- | -------- | --------- | ------------ |
| Valdemaro          | Valdemar         | Waldemar           |                  | Waldemar            | Valdemar           | Valdimar   | Valdimar | Valdimárr |              |
| Valente, Valentino | Valentine        | Valentin           |                  | Valentinus          | Valentin           | Valentínus |          |           | Balainteinus |
| Valeri(an)o        | Valerian         | Valerius, Valerian |                  | Valerius, Valeriaan | Valerius, Valerian |            |          |           |              |
| Venanzio           | Venantius        | Venanz             |                  | Venantius           | Venantius          |            |          |           |              |
| Venceslao          | Wenceslaus       | Wenzel, Wenzeslaus |                  | Wenceslaus          | Venzel             |            | Vensil   |           |              |
| Vilfredo           | Wilfrid, Wilfred | Wilfried           |                  | Wilfried            | Vilfred            |            |          |           |              |
| Vincenzo           | Vincent          | Vinzenz            |                  | Vincent(ius)        | Vincent            | Vincent    | Vinsi    |           |              |
| Virgilio           | Virgil(ius)      | Virgilius          |                  | Vergilius           | Vergilius          | Virgill    |          |           |              |
| Vitale, Vitaliano  | Vitalian         | Vitalian           |                  | Vitalis, Vitaliaan  | Vitalis            |            |          |           |              |
| Vittorio           | Victor           | Viktor             |                  | Victor              | Viktor             | Viktor     | Viktor   |           | Biktur       |
| Vladimiro          | Vladimir         | Wladimir           |                  | Wladimir            | Vladimir           |            |          |           |              |
| Volfango           |                  | Wolfgang           |                  | Wolfgang            |                    |            |          |           |              |
| Volframo           |                  | Wolfram            |                  | Wolfram             |                    |            |          |           |              |

### Z
| Italiano | Inglese       | Tedesco    | Basso-t.-Frisone | Olandese  | Da-No-Sv  | Islandese | Faroese  | Norreno | Gotico   |
| -------- | ------------- | ---------- | ---------------- | --------- | --------- | --------- | -------- | ------- | -------- |
| Zaccaria | Zachary, Zack | Zacharias  |                  | Zacharias | Sakarias  | Sakarías  | Sakarias |         | Zakarias |
| Zefirino | Zephyrinus    | Zephyrinus |                  | Zefyrinus | Zefyrinus |           |          |         |          |
| Zeno(ne) | Zeno(n)       | Zeno(n)    |                  | Zeno(n)   | Zenon     |           |          |         |          |

### Nomi privi di una forma italiana
| Inglese   | Tedesco                       | Olandese           | Svedese          | Danese               | Norvegese      | Islandese  | Faroese        | Norreno   |
| --------- | ----------------------------- | ------------------ | ---------------- | -------------------- | -------------- | ---------- | -------------- | --------- |
|           | Birger                        | Berger, Birger     | Birger           | Birger               | Birger         | Birgir     | Bergur, Birgir | Birgir    |
| Bjorn     | Björn                         | Björn, Beer        | Björn            | Bjørn                | Bjørn          | Björn      | Bjørn          | Bjǫrn     |
|           | Eckhard(t), Eckhart, Ekkehard | Eggert, Ekkehard   | Eggert           | Eggert               | Eggert         | Eggert     |                |           |
| Egbert    | Egbert, Eckbert               | Egbert             |                  |                      |                |            |                |           |
| Einar     | Einhard                       | Einert, Einhard    | Einar            | Ejner                | Einar, Ejner   | Einar      | Einar          | Einarr    |
|           | Eskil                         |                    | Eskil            | Eskild               | Eskild         | Áskell     | Eskil          | Ásketill  |
|           | Finn                          | Finn               | Finn             | Finn                 | Finn           | Finnur     | Finnur         | Finnr     |
|           | Fridtjof                      | Fridtjof           | Fri(d)tjof       | Fri(d)tjof           | Fri(d)tjof     | Friðþjófur |                | Friðþjófr |
| Frodo     | Frode                         | Frode, Frodo       | Frodi            | Frodi                | Frodi          | Fróði      | Fróði          | Fróði     |
| Gunter    | Günt(h)er, Gunt(h)er          | Gunt(h)er          | Gunnar           | Gunner, Gunder       | Gunnar         | Gunnar     | Gunnar         | Gunnarr   |
| Hacon     | Hagen, Hakon                  | Hagen, Haakon      | Håkan            | Hågen, Håkon, Haakon | Håkon, Haakon  | Hákon      | Hákun          | Hákon     |
|           | Hartwig                       | Hartwig            | Hartvig          | Hartvig              | Hartvig        | Hartvig    |                |           |
|           | Helge                         |                    | Helge            | Helge                | Helge          | Helgi      | Helgi          | Helgi     |
|           | Helmut(h)                     | Helmut             | Helmut           |                      |                | Helmút     |                |           |
|           | Ingolf                        | Ingolf             | Ingolf           | Ingolf               | Ingolf         | Ingólfur   | Ingolvur       | Ingólfr   |
|           | Ingemar, Ingomar              | Ingmar             | Ing(e)mar        | Ing(e)mar            | Ing(e)mar      | Ingimar    | Ingmar         | Ingimarr  |
| Jocelyn   | Jodok, Jo(b)st                | Jo(o)st            | Jos(t)           | Jos(t)               | Jos(t)         |            |                |           |
| Col(e)man | Koloman                       | Koelman, Colomanus |                  |                      |                |            |                | Kalman    |
|           |                               | Kjeld              | Kjell            | Kjeld                | Kjell          | Ketill     | Ketil          | Ketill    |
|           | Leif                          | Leif               | Leif             | Leif                 | Leif, Leiv     | Leifur     | Leivur         | Leifr     |
| Osborn    |                               |                    | Ásbjörn, Esbjörn | Asbjørn, Esbe(r)n    | Asbjørn, Espen | Ásbjörn    | Ásbjørn        | Ásbjǫrn   |
| Osmund    | Asmund                        | Osmond             | Asmund           | Asmund               | Åsmund         | Ásmundur   | Ásmundur       | Ásmundr   |
|           |                               |                    | Östen            | Øystein              | Øystein        | Eysteinn   | Oystein        | Eysteinn  |
|           | Siegward                      | Sjoerd, Sieuwerd   | Sigvard          | Sivert               | Sivert         | Sigvarður  | Sigvar         | Sigvǫrðr  |
| Thorburn  | Thorben                       | Thorben            | Thorbjörn        | Thorbjørn, Torben    | Thorbjørn      | Þorbjörn   | Torbjørn       | Þórbjǫrn  |
| Torquil   |                               |                    | Torkel           | T(h)orkild           | Torkjell       | Þorkell    | Torkil         | Þorketill |
| Dustin    | Thorsten                      | Thorsten           | T(h)orsten       | Torsten              | T(h)orstein    | Þorsteinn  | Torstein       | Þorsteinn |
|           | Thorwald                      | Thorvald           | T(h)orvald       | Thorvald             | T(h)orvald     | Þorvaldur  | Torvaldur      | Þorvaldr  |
|           | Wolf, Ulf                     | Wolf               | Ulf, Ulv, Uffe   | Ulf, Ulv, Uffe       | Ulf, Ulv       | Úlfur      | Úlvur          | Ulfr      |
|           | Uwe                           | Uwe, A(a)ge        | Ove, Owe, Åke    | Ove, Aage, Åge       | Ove, Aage, Åge | Áki, Aage  | Ovi            | Áki       |

## Nomi femminili

### A
| Italiano   | Inglese   | Tedesco          | Basso-t.-Frisone      | Olandese        | Da-No-Sv      | Islandese     | Faroese    | Gotico               |
| ---------- | --------- | ---------------- | --------------------- | --------------- | ------------- | ------------- | ---------- | -------------------- |
| Ada        | Ada       | Ada              |                       | Ada             | Ada           | Ada           |            |                      |
| Adelaide   | Adelaide  | Adelheid, Heidi  | Ahlheit, Alke, Aaltje | Adelheid, Aleid | Adelheid      | Aðalheiður    | Aðalheiður | Aþalahaiþi           |
| Adriana    | Adriana   | Adriane, Adriana |                       | Adriana         | Adriana       |               |            |                      |
| Agata      | Agatha    | Agathe           |                       | Agatha          | Agata         | Agata         |            |                      |
| Aglaia     | Aglaia    | Aglaia           |                       | Aglaia          | Aglaia        |               |            |                      |
| Agnese     | Agnes     | Agnes            |                       | Agnes, Inez     | Agnes, Agneta | Agnes, Agneta | Agnas      | Agnes                |
| Alessandra | Alexandra | Alexandra        |                       | Alexandra       | Alexandra     | Alexandra     | Aleksandra | Alaiksandra          |
| Alessia    | Alexis    | Alexia           |                       | Alexia          | Alexia        | Alexía        |            |                      |
| Alice      | Alice     | Alice            |                       |                 | Alice         | Alice         | Alisa      |                      |
| Amalia     | Amalia    | Amalie           |                       | Amalia          | Amalia        | Amalía        | Amalja     |                      |
| Amanda     | Amanda    | Amanda           |                       | Amanda          | Amanda        | Amanda        | Amanda     | Amanda               |
| Amelia     | Amelia    | Amelie           |                       |                 | Amelia        | Amelía        |            |                      |
| Anastasia  | Anastasia | Anastasia        |                       | Anastasia       | Anastasia     | Anastasía     |            | Anastasia, Anastasja |
| Andreina   | Andrea    | Andrea           |                       | Andrea          | Andrea        | Andrea        | Andrea     |                      |
| Angela     | Angela    | Angela           |                       |                 | Angela        | Angela        | Angela     |                      |
| Anna       | Anne      | Anna, Anne       | Anke, Antje           | Anna, Anne      | Ann(a)        | Ann(a)        | Anna       | Anna                 |
| Antonia    | Antonia   | Antonia          |                       | Antonia         | Antonia       | Antonía       | Antonia    | Antonja              |
| Apollonia  | Apollonia | Apollonia        |                       | Apollonia       | Apollonia     |               | Apollonia  |                      |
| Arianna    | Ariadne   | Ariadne          |                       | Ariadne         |               |               |            | Ariadna              |
| Astrid     | Astrid    | Astrid           |                       | Astrid          | Astrid        | Astrid        | Astrið     |                      |
| Augusta    | Augusta   | Augusta          | Gösta                 |                 | Augusta       | Ágústa        | Augusta    | Awgusta              |
| Aurelia    | Aurelia   | Aurelia          |                       |                 | Aurelia       |               |            |                      |

### B
| Italiano          | Inglese           | Tedesco                    | Basso-t.-Frisone | Olandese  | Da-No-Sv           | Islandese  | Faroese   | Gotico     |
| ----------------- | ----------------- | -------------------------- | ---------------- | --------- | ------------------ | ---------- | --------- | ---------- |
| Barbara           | Barbara           | Barbara                    |                  | Barbara   | Barbara, Barbro    | Barbara    | Barbara   | Barbara    |
| Beatrice          | Beatrice, Beatrix | Beatrice                   |                  | Beatrix   | Beatrice           |            |           |            |
| Benedetta         | Benedicta         | Benedikta                  |                  | Benedicta | Benedicta, Bengta  | Benedikta  | Benadikta |            |
| Berta             | Bertha            | Bertha                     |                  |           | Bert(h)a           | Bertha     | Berta     |            |
| Bianca            | Blanche           | Blanka, Bianka             |                  | Blanca    | Blanka, Bianca     |            |           |            |
| Brigida, Brigitta | Bridget           | Brigitte, Birgitta, Britta |                  | Brigitta  | Birgitta, Brit(t)a | Birgitta   | Bergitta  |            |
| Brunilde          | Brunhilda         | Brunhild                   |                  | Brunhilde | Brynhild           | Brynhildur | Brynhild  | Brunihildi |

### C
| Italiano      | Inglese          | Tedesco          | Basso-t.-Frisone | Olandese     | Da-No-Sv        | Islandese       | Faroese    | Gotico     |
| ------------- | ---------------- | ---------------- | ---------------- | ------------ | --------------- | --------------- | ---------- | ---------- |
| Calliope      | Calliope         | Kalliope         |                  | Kalliope     |                 |                 |            |            |
| Camilla       | Camille          | Kamilla          |                  | Camilla      | Camilla         | Kamilla         | Kamilla    |            |
| Candida       | Candida          | Candida          |                  | Candida      |                 |                 |            |            |
| Carlotta      | Charlotte        | Charlotte, Lotte |                  | Charlotte    | Charlotte       | Karlotta        |            |            |
| Carolina      | Caroline, Carrie | Karoline         |                  | Carlijn      | Karolina        | Karólína        | Kar(o)lina | Kar(au)la  |
| Cassandra     | Cassandra        | Kassandra        |                  | Cassandra    | Kassandra       |                 |            |            |
| Caterina      | Catherine, Karen | Katharina, Karin | Käthe, Caatje    | Katrijn      | Katarina, Karin | Katarína        | Katarina   | Kaþareina  |
| Cecilia       | Cecilia, Sissy   | Cäcilie          |                  | Cecile       | Cecilia         | Sesilía         | Sesilia    |            |
| Celeste       | Celeste          | Cölestine        |                  | Caelestis    | Celeste         |                 |            |            |
| Chiara, Clara | Clair(e)         | Klara            |                  | Clara, Claar | Klara           | Klara           | Klára      |            |
| Cinzia        | Cynthia          | Cynthia          |                  | Cynthia      | Cynthia         |                 |            |            |
| Claudia       | Claudia          | Claudia          |                  | Claudia      | Claudia         | Klaudia, Kládía |            |            |
| Clelia        | Clelia           | Clelia           |                  |              |                 |                 |            |            |
| Clementina    | Clementine       | Clementine       |                  | Clementina   | Clementine      | Klementína      |            |            |
| Clotilde      | Clotilde         | Chlothilde       |                  | Clothilde    | Clotilda        |                 |            |            |
| Colomba       | Columba          | Kolumba          |                  | Columba      |                 |                 |            |            |
| Corinna       | Corinna          | Corinna, Corinne |                  |              | Corinna         |                 |            |            |
| Cornelia      | Cornelia         | Cornelia         |                  | Cornelia     | Cornelia        | Kornelía        |            |            |
| Costanza      | Constance        | Konstanze        |                  | Constance    | Konstantia      |                 |            | Kustantsja |
| Crimilde      | Grimhild         | Kriemhild        | Grimhilde        |              | Grímhildur      | Grimhild        |            |            |
| Cristiana     | Christiana       | Christiane       |                  |              | Christiana      | Kristíana       | Kristjanna | Xristiana  |
| Cristina      | Christina        | Christine        |                  | Christina    | Kristina        | Kristína        | Kristin(a) |            |
| Cunegonda     | Cunigunde        | Kunigunde        | Künnecke         | Kunegonde    | Kunigunda       |                 |            |            |

### D
| Italiano      | Inglese   | Tedesco   | Basso-t.-Frisone | Olandese | Da-No-Sv | Islandese | Faroese  | Gotico  |
| ------------- | --------- | --------- | ---------------- | -------- | -------- | --------- | -------- | ------- |
| Dafne         | Daphne    | Daphne    |                  | Daphne   |          |           |          |         |
| Daniela       | Danielle  | Daniela   |                  |          | Daniela  | Daníela   | Daniella | Daniela |
| Debora        | Deborah   | Debora(h) | Depke            | Debora   |          | Debóra    |          |         |
| Diana         | Diana     | Diana     |                  | Diana    | Diana    | Díana     | Diana    |         |
| Domitilla     | Domitilla | Domitilla |                  |          |          |           |          |         |
| Donata        |           | Donata    |                  |          | Donata   |           |          |         |
| Doris, Doride | Doris     | Doris     |                  | Doris    | Doris    | Doris     | Doris    |         |
| Dorotea       | Dorothy   | Dorothea  | Dörte            | Dorothea | Dorotea  | Dórótea   | Dorotea  |         |
| Drusilla      | Drusilla  | Drusilla  |                  | Drusilla |          |           |          |         |

### E
| Italiano          | Inglese        | Tedesco         | Basso-t.-Frisone | Olandese   | Da-No-Sv          | Islandese | Faroese       | Gotico      |
| ----------------- | -------------- | --------------- | ---------------- | ---------- | ----------------- | --------- | ------------- | ----------- |
| Editta            | Edith          | Edith           |                  | Edith      | Edit              | Edit      | Edit          |             |
| Edvige            | Hedwig         | Hedwig, Hedda   |                  | Hadewig    | Hedvig            | Heiðveig  | Heiðveig      |             |
| Elena             | Helen, Ellen   | Helena, Helene  |                  | Helena     | Helena            | Helena    | Helena        |             |
| Eleonora          | Eleanor        | Eleonore        |                  | Eleonora   | Eleonora          | Elinóra   | Eleonora      |             |
| Elettra           | Electra        | Elektra         |                  | Elektra    |                   | Elektra   |               |             |
| Elfrida           |                | Elfriede        |                  |            | Elfrida           |           |               |             |
| Elga              | Helga          | Helga           |                  | Helga      | Helga             | Helga     | Helga         |             |
| Elisabetta, Elisa | Elizabeth      | Elisabeth, Ilse | Elsebe, Eske     | Elisabeth  | Elisabet          | Elísabet  | Elisabet      | Aileisabaiþ |
| Eloisa            | Heloise        | Heloisa         |                  | Heloisa    |                   |           |               |             |
| Elvira            | Elvira         | Elvira          |                  | Elvira     | Elvira            | Elvíra    | Elvira        |             |
| Emanuela          | Manuela        | Manuela         |                  |            | Emanuela, Manuela |           |               |             |
| Emili(an)a        | Emily          | Emili(an)e      |                  |            | Emilia            | Emilía    | Emilia, Emilý | Aimilja     |
| Emma              | Emma           | Emma            |                  | Emma       | Emma              | Emma      | Emma          |             |
| Enrica            | Henrietta      | Henrike         | Heike, Heil      | Hendrika   | Henrika           | Hinrika   | Henrikka      |             |
| Erica             | Erika, Erica   | Erika           |                  | Erika      | Erika             | Erika     | Erika         |             |
| Ermengarda        | Ermengarde     | Irmgard, Irma   | Imke             | Armgard    | Irmgard           | Irma      | Irma          |             |
| Erminia           | Herminie       | Hermine         |                  |            |                   | Hermína   |               |             |
| Ernestina         | Ernestine      | Ernestine       |                  | Ernestina  | Ernest(in)a       |           |               |             |
| Erta              | Hertha         | Hert(h)a        |                  |            | Hert(h)a          | Hert(h)a  | Herta         |             |
| Ester             | Esther, Hessie | Esther          |                  | Esther     | Ester             | Ester     | Ester         |             |
| Eudossia          | Eudoxia        | Eudoxia         |                  | Eudoxia    | Eudoxia           |           |               |             |
| Eufemia           | Euphemia       | Euphemia        |                  | Euphemia   | Eufemia           | Eufemía   |               |             |
| Eufrosina         | Euphrosyne     | Euphrosyne      |                  | Euphrosyne | Eufrosyna         |           |               |             |
| Eugenia           | Eugenia        | Eugenie         |                  | Eugenia    | Eugenia           | Evgenía   |               |             |
| Eva               | Eva, Eve       | Eva             |                  | Eva        | Eva               | Eva       | Eva           | Aiwwa       |
| Evelina           | Evelyn         | Evelyn          |                  | Evelyn     | Evelina           | Evelyn    |               |             |

### F
| Italiano  | Inglese   | Tedesco        | Olandese   | Da-No-Sv  | Islandese   | Faroese  | Gotico    |
| --------- | --------- | -------------- | ---------- | --------- | ----------- | -------- | --------- |
| Fabi(an)a |           | Fabia, Fabiane |            | Fabiana   |             |          |           |
| Federica  | Frederica | Friederike     | Frederieke | Fredrika  | Friðrik(k)a | Fríðrika |           |
| Felicita  | Felicity  | Felicitas      | Felicitas  | Felicia   |             | Felisia  |           |
| Filomena  | Philomena | Philomena      | Philomena  |           |             |          |           |
| Flavia    | Flavia    | Flavia         | Flavia     | Flavia    |             |          |           |
| Flora     | Flora     | Flora          | Flora      | Flora     | Flóra       |          |           |
| Francesca | Frances   | Franziska      | Francisca  | Fransiska | Fransiska   |          | Fragkiska |
| Frida     | Frieda    | Frieda         | Fri(e)da   | Frida     | Fríða       | Fríða    |           |

### G
| Italiano    | Inglese              | Tedesco            | Olandese           | Da-No-Sv   | Islandese  | Faroese    | Gotico          |
| ----------- | -------------------- | ------------------ | ------------------ | ---------- | ---------- | ---------- | --------------- |
| Gabriella   | Gabrielle            | Gabriela           |                    | Gabriella  | Gabríela   | Gabriella  | Gabriela        |
| Galatea     | Galatea              | Galatea            | Galatea            |            |            |            |                 |
| Gelsomina   | Jasmine              | Jasmin             | Yasmin             | Jasmin     | Jasmín     |            |                 |
| Geltrude    | Gertrude, Gertie     | Gertrud, Gerda     | Geertruida         | Gertrud    | Geirþrúður | Geirtrúð   |                 |
| Genoveffa   | Genevieve            | Genoveva           | Genoveva           |            |            |            |                 |
| Giacoma     | Jacqueline           | Jakob(ä)a          | Jacoba             | Jakob(in)a | Jakobína   | Jakoba     |                 |
| Ginevra     | Guinevere            | Guinevere          | Guinevere          | Guenever   |            |            |                 |
| Giorgia     | Georgette            | Georgia            |                    | Georgina   | Georgía    |            |                 |
| Gioselina   | Jocelyn              | Gislind            | Josa, Joselina     | Joselina   |            |            | Gauzlin, Goslin |
| Gi(ov)anna  | Joan, Jane           | Johanna, Jana      | Johanna, Jan(ne)ke | Johanna    | Jóanna     | Jóanna     | Iohanna         |
| Giuditta    | Judith, Judy         | Judith             | Judit              | Judit      | Júdit      | Judit      | Iudeith         |
| Giuli(an)a  | Julia, Gillian, Jill | Juli(an)a          | Julia              | Julia      | Júlía      | Juli(ann)a | Julja, Juliana  |
| Giuseppina  | Josephine            | Josefa             | Jozefa             | Josefina   | Jósefína   | Josefina   | Iosefa          |
| Giustina    | Justine              | Justine            | Justina            | Justina    |            | Jústa      | Justeina        |
| Gloria      | Gloria               | Gloria             | Gloria             | Gloria     | Gloría     | Glorja     |                 |
| Grazia      | Grace                |                    | Gratia             |            |            |            |                 |
| Griselda    | Griselda, Zelda      | Griseldis          | Griselda           |            |            |            |                 |
| Guendalina  | Gwendolen, Wendy     | Gwendolin, Wendula | Wendela            | Vendela    |            |            |                 |
| Guglielmina | Wilhelmina           | Wilhelmine, Wilma  | Wilhelmina         | Vilhelmina | Vilhelmína |            |                 |

### I
| Italiano         | Inglese   | Tedesco      | Olandese     | Da-No-Sv  | Islandese     | Faroese   | Gotico     |
| ---------------- | --------- | ------------ | ------------ | --------- | ------------- | --------- | ---------- |
| Ida              | Ida       | Ida          | Ida          | Ida       | Ída           |           |            |
| Ilda             | Hilda     | Hilda, Hilde | Hilda, Hilde | Hilda     | Hilda, Hildur | Hilda     |            |
| Ildegarda        | Hildegard | Hildegard    | Hildegard    | Hildegard | Hildegard     | Hildigarð | Hildigardi |
| Ildegonda        |           | Hildegunde   | Hildegonda   | Hildegun  | Hildigunnur   | Hildigunn | Hildigunþi |
| Ingrid           | Ingrid    | Ingrid       | Ingrid       | Ingrid    | Ingrid        | Ingrið    |            |
| Iolanda, Jolanda | Yolanda   | Jolanda      | Yolanda      |           |               |           | Iolanþa    |
| Irene            | Irene     | Irene        | Irene        | Irene     | Irena         | Irene     | Eirena     |
| Isotta           | Iseult    | Isolde       | Isolda       | Isolde    | Ísold         |           |            |

### L
| Italiano        | Inglese  | Tedesco      | Olandese   | Da-No-Sv       | Islandese    | Faroese | Gotico |
| --------------- | -------- | ------------ | ---------- | -------------- | ------------ | ------- | ------ |
| Laura           | Laura    | Laura        | Laura      | Laura          |              | Laura   |        |
| Lavinia         | Lavinia  | Lavinia      | Lavinia    |                |              |         |        |
| Leopoldina      |          | Leopoldine   | Leopoldina | Leopoldine     |              |         |        |
| Letizia         | Leticia  | Laetitia     | Laetitia   | Laetitia       |              |         |        |
| Linda           | Linda    | Linda        | Linda      | Linda          | Linda        | Linda   |        |
| Luci(an)a       | Lucy     | Lucia, Lucie | Lucia      | Lucia          | Lúcía, Lúsía | Lusia   |        |
| Lucrezia        | Lucretia | Lucretia     | Lucretia   | Lukretia       |              |         |        |
| Ludmilla        | Ludmila  | Ludmilla     | Ludmilla   |                |              |         |        |
| Luisa, Ludovica | Louise   | Luise        | Louise     | Louise, Lovisa | Lúvísa       | Lovisa  |        |

### M
| Italiano   | Inglese            | Tedesco             | Olandese           | Da-No-Sv               | Islandese  | Faroese      | Gotico               |
| ---------- | ------------------ | ------------------- | ------------------ | ---------------------- | ---------- | ------------ | -------------------- |
| Maddalena  | Magdalene          | Magdalena           | Magdalena          | Magdalena              | Magðalena  | Magdalena    | Magdalena, Magdalene |
| Margherita | Margaret, Peggy    | Margarete, Greta    | Margaretha, Greet  | Margareta, Margret(h)e | Margrét    | Margret(a)   |                      |
| Maria      | Mary               | Maria, Marie        | Maria              | Maria                  | María      | Maria, Marja | Maria, Marja         |
| Marina     | Marina             | Marina              | Marina             | Marina                 | Marína     | Marina       |                      |
| Marta      | Martha             | Martha              | Martha             | Marta                  | Marta      | Marta        | Marþa                |
| Martina    | Martina            | Martina             | Martina            | Martina                | Martína    | Martina      |                      |
| Matilde    | Matilda, Maude     | Mathilde, Mechthild | Mathilde           | Matilda                | Matthildur | Matilda      |                      |
| Melania    | Melanie            | Melanie             | Melania            |                        |            |              |                      |
| Melissa    | Melissa            | Melissa             | Melissa            | Melissa                |            |              |                      |
| Michela    | Michelle, Michaela | Michaela            | Michelle, Michaela | Mikaela                | Mikaela    | Mikala       |                      |
| Monica     | Monica             | Monika              | Monica             | Monika                 | Móníka     | Monika       |                      |
| Morgana    | Morgan             | Morgana             | Morgana            |                        |            |              |                      |

### N
| Italiano  | Inglese | Tedesco        | Olandese | Da-No-Sv   | Islandese | Faroese  | Gotico |
| --------- | ------- | -------------- | -------- | ---------- | --------- | -------- | ------ |
| Nadia     | Nadia   | Nadia, Nadja   | Nadia    | Nadia      | Nadía     |          |        |
| Natalia   | Natalie | Natalie        | Natalia  | Natalia    | Natalía   | Natalia  |        |
| Nicoletta | Nicole  | Nikola, Nicole |          | Nikol(in)e | Nikólína  | Nikolina |        |
| Norma     | Norma   | Norma          | Norma    | Norma      | Norma     | Norma    |        |

### O
| Italiano        | Inglese   | Tedesco       | Olandese  | Da-No-Sv  | Islandese | Faroese | Gotico |
| --------------- | --------- | ------------- | --------- | --------- | --------- | ------- | ------ |
| Odetta          | Odette    | Odette, Oda   | Odette    | Oda       | Óda, Ótta | Oda     |        |
| Odilia, Ottilia | Odile     | Ottilie       | Odilia    | Ottilia   |           |         |        |
| Ofelia          | Ophelia   | Ophelia       | Ofelia    |           |           |         |        |
| Olga            | Olga      | Olga          | Olga      | Olga      | Olga      | Olga    |        |
| Olimpia         | Olympia   | Olympia       | Olympia   |           |           |         |        |
| Olivia          | Olivia    | Olivia        | Olivia    | Olivia    |           | Olivia  |        |
| Orsola          | Ursula    | Ursula, Ursel | Ursula    | Ursula    | Úrsúla    |         |        |
| Ortensia        | Hortensia | Hortensia     | Hortensia | Hortensia |           |         |        |
| Ottavia         | Octavia   | Octavia       | Octavia   | Oktavia   | Oktavía   |         |        |

### P
| Italiano   | Inglese    | Tedesco    | Olandese   | Da-No-Sv          | Islandese  | Faroese     | Gotico |
| ---------- | ---------- | ---------- | ---------- | ----------------- | ---------- | ----------- | ------ |
| Pamela     | Pamela     | Pamela     | Pamela     | Pamela            | Pamela     |             |        |
| Paola      | Paula      | Paula      | Paula      | Paul(in)a         | Pálína     | Paula, Póla | Pawla  |
| Patrizia   | Patricia   | Patricia   | Patricia   | Patricia          |            |             |        |
| Penelope   | Penelope   | Penelope   | Penelope   |                   |            |             |        |
| Petronilla | Petronilla | Petronilla | Petronella | Pernilla          | Petrónella |             |        |
| Piera      | Petra      | Petra      | Petra      | Petra             | Petrún     | Petra       | Paitra |
| Priscilla  | Priscilla  | Priscilla  | Priscilla  | Priska, Priscilla |            |             |        |

### R
| Italiano    | Inglese       | Tedesco     | Olandese   | Da-No-Sv  | Islandese | Faroese | Gotico    |
| ----------- | ------------- | ----------- | ---------- | --------- | --------- | ------- | --------- |
| Rachele     | Rachel        | Ra(c)hel    | Rachel     | Rakel     | Rakel     | Rakul   | Rakel     |
| Radegonda   | Radegund      | Radegunde   | Radegonde  |           |           |         |           |
| Raffael(l)a | Raphaela      | Raphaela    | Raphaëla   | Rafaela   |           |         |           |
| Rebecca     | Rebecca       | Rebecca     | Rebecca    | Rebecka   | Rebekka   | Rebekka | Raibaikka |
| Regina      | Regina        | Regina      | Regina     | Regina    | Regína    |         |           |
| Renata      | Renata, Renée | Renate      | Renata     | Renata    | Renata    | Renata  |           |
| Rosa        | Rose          | Rosa, Rose  | Rosa, Roos | Rosa      | Rósa      | Rósa    |           |
| Rosalia     | Rosalie       | Rosalie     | Rosalia    | Rosalia   |           |         |           |
| Rosalinda   | Rosalind      | Rosalind(a) | Rosalinda  | Rosalinda | Rósalind  |         |           |
| Rosmunda    |               | Rosamund(e) | Rosamunde  |           | Rósmunda  |         |           |
| Rossana     | Roxanne       | Roxane      | Roxane     |           |           |         |           |
| Rut         | Ruth          | Ruth        | Ruth       | Rut, Ruth | Rut       | Rut(t)  |           |

### S
| Italiano    | Inglese      | Tedesco        | Olandese    | Da-No-Sv       | Islandese | Faroese  | Gotico    |
| ----------- | ------------ | -------------- | ----------- | -------------- | --------- | -------- | --------- |
| Sabina      | Sabina       | Sabine         | Sabina      | Sabina         | Sabína    |          |           |
| Sabrina     | Sabrina      | Sabrina        | Sabrina     | Sabrina        | Sabrína   |          |           |
| Samanta     | Samantha     | Samantha       | Samantha    |                |           |          |           |
| Sara        | Sarah        | Sara           | Sara        | Sara           | Sara      | Sára     | Sara      |
| Scolastica  | Scholastica  | Scholastika    | Scholastika |                |           |          |           |
| Serena      | Serena       | Serena         | Serena      | Serena         |           |          |           |
| Sibilla     | Sibyl, Sybil | Sibylla        | Sibylla     | Sibylla        |           |          |           |
| Silvana     | Sylvana      | Silvana        | Silvana     | Silvana        | Silvana   |          |           |
| Silvia      | Sylvia       | Sylvia, Silvia | Sylvia      | Silvia         | Silvía    | Silvia   |           |
| Simon(ett)a | Simone       | Simone         | Simone      | Simona, Simone | Símonía   | Simona   | Seimona   |
| Sofia       | Sophia       | Sophia         | Sofia       | Sofia          | Sof(f)ía  | Sofía    |           |
| Sonia       | Sonia        | Sonja          | Sonja       | Sonja          | Sonja     | Sonja    |           |
| Stefania    | Stephanie    | Stefanie       | Stefanie    | Stefania       | Stefanía  | Stefania | Staifanja |
| Susanna     | Susan        | Susanne        | Susanna     | Susanna        | Súsanna   | Súsanna  | Susanna   |

### T
| Italiano       | Inglese        | Tedesco        | Olandese | Da-No-Sv | Islandese | Faroese | Gotico     |
| -------------- | -------------- | -------------- | -------- | -------- | --------- | ------- | ---------- |
| Tamara         | Tamara         | Tamara         | Tamar    | Tamara   | Tamar(a)  |         |            |
| Tatiana, Tania | Tatiana, Tanya | Tatjana, Tanja | Tatiana  | Tatjana  | Tanía     | Tanja   |            |
| Tecla          | Thecla         | Thekla         | Thekla   | Tekla    | Tekla     | Tekla   |            |
| Teodora        | Theodora       | Theodora       | Theodora | Teodora  | Þeódóra   |         |            |
| Teodolinda     | Theodelinda    | Dietlinde      | Dietlind |          |           |         | Þiudalinþi |
| Teresa         | Theresa        | Therese        | Theresia | Teresia  | Teresía   | Teresa  |            |

### U
| Italiano | Inglese | Tedesco | Olandese | Da-No-Sv        | Islandese | Faroese | Gotico |
| -------- | ------- | ------- | -------- | --------------- | --------- | ------- | ------ |
| Ulrica   | Ulrica  | Ulrike  | Ulrika   | Ulrika, Ulrikke |           |         |        |

### V
| Italiano     | Inglese   | Tedesco   | Olandese | Da-No-Sv  | Islandese | Faroese  | Gotico      |
| ------------ | --------- | --------- | -------- | --------- | --------- | -------- | ----------- |
| Valburga     | Walpurga  | Walburga  | Walburga | Valborg   | Valborg   | Valborg  |             |
| Valentina    | Valentina | Valentina |          | Valentina | Valentína |          | Balainteina |
| Vanessa      | Vanessa   | Vanessa   | Vanessa  | Vanessa   |           |          |             |
| Veronica     | Veronica  | Veronika  | Veronica | Veronika  | Veróníka  |          |             |
| Virginia     | Virginia  | Virginia  | Virginia | Virginia  | Virginía  |          |             |
| Viola        | Violet    | Viola     | Viola    | Viola     | Víóletta  |          |             |
| Vittoria     | Victoria  | Viktoria  | Victoria | Viktoria  | Viktoría  | Viktoria | Biktorja    |
| Wanda, Vanda | Wanda     | Wanda     | Wanda    | Vanda     | Vanda     |          |             |

### Z
| Italiano | Inglese | Tedesco | Olandese | Da-No-Sv | Islandese |
| -------- | ------- | ------- | -------- | -------- | --------- |
| Zoe      | Zoe     | Zoe     | Zoë      |          |           |

### Nomi privi di una forma italiana
| Inglese | Tedesco        | Olandese | Svedese  | Danese              | Norvegese | Islandese  | Faroese   | Norreno   | Italiano |  |
| ------- | -------------- | -------- | -------- | ------------------- | --------- | ---------- | --------- | --------- | -------- |  |
|         |                |          | Björg    | Björg               | Bjørg     | Björg      | Bjørg     | Bjǫrg     |          |  |
|         | Dagmar         | Dagmar   | Dagmar   | Dagmar              | Dagmar    | Dagmar     | Dagmar    | Dagmey    |          |  |
|         | Gudrun         | Gudrun   | Gudrun   | Gudrun              | Gudrun    | Guðrún     | Guðrun    |           |          |  |
|         | Ingeborg, Inga | Ingeborg | Ingeborg | Ingeborg, Ingebjørg | Ingeborg  | Ingibjörg  | Ingibjørg | Ingibjǫrg |          |  |
|         | Reinhild       | Reinhild | Ragnhild | Ragnhild            | Ragnhild  | Ragnhildur | Ragnhild  | Ragnhildr | Reinilde |  |
|         | Sigrid         | Sigrid   | Sigrid   | Sigrid              | Sigrid    | Sigríður   | Sigrið    |           |          |  |
|         | Sigrun         | Sigrun   | Sigrun   | Sigrun              | Sigrun    | Sigrún     | Sigrun    | Sigrún    |          |  |
|         | Solveig        | Solveig  | Solveig  | Solveig             | Solveig   | Sólveig    | Solveig   | Sǫlveig   |          |  |
| Tyra    |                |          | Tyra     | Tyra                | Tyra      | Tyra       |           | Þýri      |          |  |
|         | Wi(e)bke       | Vibeke   | Vibeke   | Vibeke              | Vibeke    | Víbekka    |           |           |          |  |